# Hammam Soukhna
Hammam Soukhna è un comune dell'Algeria, situato nella provincia di Sétif.